# Justizvollzugsanstalt Zeithain
Die Justizvollzugsanstalt Zeithain ist eine Justizvollzugsanstalt (JVA) bei Zeithain im Landkreis Meißen, Sachsen.
Die JVA hat eine Belegungskapazität von 361 Gefangenen im geschlossenen Vollzug und 34 Häftlingen im offenen Vollzug.
Die Betreuung und Behandlung der Insassen erfolgt durch 145 Bedienstete.

## Geschichte
Die Anstalt wurde 1977 für ca. 600 Inhaftierte als Strafvollzugseinrichtungen (StVE) übergeben und war von 1991 bis 2007 die erste und einzige Jugendstrafanstalt im sächsischen Strafvollzug. Am Aufbau dieser JVA war auch die Deutsche Reichsbahn beteiligt, da sie zudem auch Nutznießerin von staatlich verordneter Zwangsarbeit von Gefangenen war.

## Berufliche und schulische Bildung- und Ausbildungsangebote und Beschäftigungen
Die Maßnahmen zur schulischen und beruflichen Bildung und Weiterbildung werden vom Bildungsträger Berufsfortbildungswerk bfw in verschiedenen Ausbildungsbereichen (z. B.  Holz, Metall, Garten- und Landschaftsbau, Gebäudereinigung, Baugeräte, Elektrotechnik, Schweißtechnik) angeboten.
Zugleich sollen betriebswirtschaftlich organisierte Arbeitsbetriebe zur sinnvollen Beschäftigung der Gefangenen beitragen. Zu den Eigenbetrieben zählen: Arbeitstherapie, Garten- und Landschaftsbau, Kunstarbeitsbetrieb und Kfz-Reinigung. Zu den Wirtschaftsbetrieben zählen: Hauswerkstatt, Küche und die Kammer.
Daneben gibt es als Unternehmerbetrieb die Fertigung von Produkten durch Häftlinge im Auftrag externer Unternehmen.

## Interessantes
Im November 2016 reichte der Anstaltsleiter Thomas Galli seine Kündigung ein. Als Begründung führte er an: „Ich möchte niemand sein, der in 20 Jahren auf Tagungen noch die Abschaffung der Gefängnisse fordert, aber selbst ein Gefängnis leitet. Das passt einfach nicht.“ Zur Frage, was man mit den Häftlingen in seiner Einrichtung machen sollte, sagte Galli: „Die würde ich alle entlassen, weil die alle im Durchschnitt 1 oder 2 Jahre Freiheitsstrafe haben, und da wird nichts besser in dieser Zeit.“ Galli wurde Vorstandsmitglied der Opfervereinigung netzwerkB am 8. Oktober 2016.